# Lamadeleine-Val-des-Anges
Lamadeleine-Val-des-Anges är en kommun i departementet Territoire de Belfort i regionen Bourgogne-Franche-Comté i östra Frankrike. Kommunen ligger i kantonen Rougemont-le-Château som tillhör arrondissementet Belfort. År 2022 hade Lamadeleine-Val-des-Anges 49 invånare.

## Befolkningsutveckling
Antalet invånare i kommunen Lamadeleine-Val-des-Anges
| Referens: INSEE |